# Entre-Deux
Entre-Deux és un municipi de l'illa de la Reunió. L'any 2006 tenia 5.713 habitants. Limita amb els municipis de Cilaos, Saint-Benoît, Saint-Louis, Saint-Pierre i Le Tampon.

## Demografia
| 1967                                       | 1974  | 1981  | 1990  | 1999  | 2007  |
| ------------------------------------------ | ----- | ----- | ----- | ----- | ----- |
| 3.723                                      | 3.745 | 3.705 | 4.260 | 5.170 | 5.713 |
| Des de 1962: població sense dobles comptes |       |       |       |       |       |

## Administració
| Període   | Identitat          | Partit |
| --------- | ------------------ | ------ |
| 1945-1959 | Gérard Dujardin    |        |
| 1959-1977 | Alfred Marc Hoarau |        |
| 1977-2001 | Daniel Tholozan    |        |
| 2001-     | Bachil Moussa Valy |        |